# 賴斯嶺
73°27′S 93°50′W / 73.450°S 93.833°W
賴斯嶺（英語：Rice Ridge）是南極洲的山嶺，位於埃爾斯沃思地，屬於瓊斯山的一部分，處於安德森穹丘北面，長1.9公里，由明尼蘇達大學攀山會繪入地圖，現時由南極條約體系管理。